# Hockey Club Les Aigles du Mont-Blanc
Le Hockey Club Les Aigles du Mont-Blanc est une équipe de hockey sur glace valdôtaine de Courmayeur. Elle est formée après la dissolution de l'ancienne équipe courmayeureine des Lions Courmaosta. Il ne faut pas la confondre avec le Mont-Blanc Hockey Club de Saint-Gervais-les-Bains (Ligue Magnus, France), qui eut ce nom de 1986 à 1989.
Elle jouait ses matchs internes à la patinoire de Courmayeur.

## Palmarès
- 2005-2006 : Champions d'Italie en série C

## Joueurs 2005/2006
- Ariu Davide
- Bodro Joël
- Brunelli Stefano
- Bufacchi Nicolò
- Capozzo Livio
- Cordì Annunziato
- Daverio Francesco
- De Luca Simone
- Dezzoppis Claudio
- Facelli Simone
- Figerod Luc
- Gatti Paolo
- Giacché Diego
- Grange Eric
- Guichardaz André
- Lattanzi Micael
- Lombardo Fabio
- Mafrica Davide
- Mestieri Guido
- Musa Dino
- Oro Ilario
- Ottino Simone
- Piccioni Claudio
- Picco Davide
- Richard Gaëtan
- Rinaldi Giuseppe
- Sbicego Hermes
- Stanizzi Antonio
- Stanizzi Francesco
- Stuffer Luca
- Testa Gianluca
- Torello Luca
- Trona Umberto
- Verducci Brian
- Viglianco Mauro